# Achridigill Loch
Achridigill Loch, a veces mencionado como Achridig Loch, es un pequeño lago remoto (o *lochan*) ubicado en el Flow Country de Escocia, aproximadamente a 2,5 millas al sureste de Strathy, un asentamiento de agricultores crofters en la costa norte del país.
El nombre del lago probablemente deriva de la misma raíz del gaélico escocés que la aldea de Achriesgill, es decir, Achadh Rìdhisgil, que significa «Campo de Rìdhisgil».
Achridigill Loch se encuentra en medio de una vasta turbera.
Es un lugar popular para la pesca de trucha marrón, con una barca disponible para los socios del club Forsinard Flyfishers' Club. El nivel del agua solía ser varios pies más alto, pero ha descendido, lo que hace que el extremo oriental ya no sea accesible en barca. Un camino privado y en mal estado conduce al lago, accesible solo con vehículos de tracción a las cuatro ruedas.